# Margaret John
Pour les articles homonymes, voir John.
Margaret John, née le 14 décembre 1926 à Swansea au pays de Galles, et décédée le 2 février 2011 dans la même ville, est une actrice britannique.

## Filmographie (sélection)
- 1960 : Quelle était verte ma vallée (How Green Was My Valley]), série télévisée : Bronwen Morgan
- 1967 : Z-Cars, série télévisée (épisode : When Did You Last See Your Father?) : Betty Nutall
- 1968 : Doctor Who, série télévisée (Fury from the Deep) : Megan Jones
- 1973 : Seven of One, I'll Fly You for a Quid : Mrs Owen
- 1977 : Last of the Summer Wine (épisode 26 : Who Made a Bit of a Splash in Wales Then?) : l'amie de Foggy
- 1978-1984 : Crossroads : Marian Owen
- 1978 : Blake's 7 (épisode : The Way Back) : Arbitre
- 1999-2008 : High Hopes : Mrs Elsie Hepplewhite
- 2005 : The Mighty Boosh (épisode : Nanageddon) : Nanatoo
- 2006 : Doctor Who (épisode : The Idiot's Lantern) : Grand-mère Connolly
- 2007-2010 : Gavin and Stacey : Doris
- 2007 : Run Fatboy Run : la grand- mère de Libby
- 2007 : The Baker de Gareth Lewis (en)
- 2009 : A Bit of Tom Jones?
- 2010 : Skins, série télévisée : Eunice
- 2011 : Game of Thrones : Nan âgée